# محمود طاهر
محمود طاهر (ولد 1 يناير 1952) رئيس النادي الأهلي المصري السابق (2014-2017)، وهو الرئيس رقم 14 في تاريخ النادي بعد تفوقه على منافسه إبراهيم المعلم بفارق يزيد عن 7 آلاف صوت في انتخابات مارس 2014، قبل أن يخسر الانتخابات التالية في نوفمبر 2017 لصالح محمود الخطيب بفارق يقارب الرقم ذاته (7 آلاف صوت).

## حياته
ظهر محمود طاهر على الساحة الرياضية في التسعينات من القرن الماضي، اختاره الراحل صالح سليم لعضوية “مجلس الإدارة” بالتعيين لدورة 1996 حتى عام 2000، ثم انتخب عضواً لمجلس الإدارة بدورة 2000-2004 ليستمر بالمجلس لعامين بعد رحيل صالح (2002).
في الدورة التالية عام 2004، رشح طاهر نفسه لمنصب أمين الصندوق ولكنه خسر أمام منافسه محمود باجنيد في الانتخابات التي شهدت في فوز قائمة حسن حمدي بالكامل.
ابتعد محمود طاهر عن الساحة الكروية لـ5 سنوات، وعاد في عام 2009 ليعين عضواً في مجلس إدارة اتحاد كرة القدم، قبل أن يقدم استقالته لاحقاً، اعتراضاً على سياسة عقود الجبلاية في رعايته، وإهدار ملايين الجنيهات من المال العام على حد رؤيته.[بحاجة لمصدر]
عاد طاهر إلى الأهلي في انتخابات عام 2014 ليفوز بمنصب الرئاسة، بعد منع حسن حمدي ومجلسه من الترشح مرة أخرى امتثالاً لتطبيق قانون الحد الأقصى بـ8 سنوات متتالية لكل عضو، وجاء ذلك على حساب إبراهيم المعلم بفارق ساحق، حيث حقق 12465 صوت مقابل 4982 لمنافسه، كما شهدت الانتخابات نجاح قائمته بالكامل، قبل أن يستقيل منهم عدد من الأعضاء، وتعلن المحكمة بطلان الانتخابات التي أتت بالمجلس، ليتم تعيين مجلس مؤقت تحت رئاسته إلى حين انعقاد الانتخابات المقبلة.
انعقدت الجمعية العمومية للنادي الأهلي يوم 30 نوفمبر 2017، لتعلن فوز محمود الخطيب برئاسة النادي بما يزيد عن 20 ألف صوت مقابل حوالي 13 ألف لصالح طاهر، الرئيس السابق، كما أسفرت النتائج عن نجاح قائمة الخطيب بالكامل.